# Sandy Nelson
Pour les articles homonymes, voir Nelson.
Sandy Nelson, né Sander L. Nelson le 1er décembre 1938 à Santa Monica et mort le 14 février 2022 à Las Vegas, est un batteur américain. 
Il figure parmi les plus célèbres du début des années 1960. Il a enregistré plus de trente albums.

## Discographie

### Singles
1959
- Teen Beat/ Big Jump — Original Sound 5

1960
- Drum Party / Big Noise From Winnetka — Imperial 5630
- Party Time / The Wiggle — Imperial 5648

1961
- Bouncy / Lost Dreams — Imperial 5672
- Cool Operator / Jive Talk — Imperial 5708
- Big Noise From The Jungle / Get With It — Imperial 5745
- Let There Be Drums / Quite A Beat — Imperial 5775

1962
- Drums Are My Beat / The Birth Of The Beat - Imperial 5809
- Drummin' Up A Storm / Drum Stomp - Imperial 5829
- All Night Long / Rompin' & Stompin' - Imperial 5860
- ...And Then There Were Drums / Live It Up - Imperial 5870
- Teenage House Party / Day Train — Imperial 5884
- Let The Four Winds Blow / Be Bop Baby — Imperial 5904

1963
- Ooh Poo Pah Doo / Feel So Good — Imperial 5932
- You Name It / Alexes — Imperial 5940
- Here We Go Again / Just Bull — Imperial 5965

1964
- Caravan / Sandy — Imperial 5988
- Drum Shack / Kitty's Theme — Imperial 66019
- Castle Rock / You Don't Say — Imperial 66034
- Teen Beat '65 / Kitty's Theme — Imperial 66060

1965
- Reach For A Star / Chop Chop — Imperial 66093
- Let There Be Drums '66 / Land Of 1000 Dances — Imperial 66107
- Drums A Go Go / Casbah — Imperial 66127
- A Lover's Concerto / Treat Her Right — Imperial 66146

1966
- Sock It To 'Em, J.B. / The Charge — Imperial 66193
- Pipeline / Let's Go Trippin' - Imperial 66209
- The Drums Go On / Lawdy Miss Clawdy — Imperial 66246
- Peter Gunn / You Got The Hummin' - Imperial 66253

1969
- Rebirth Of The Beat / The Lion In Winter — Imperial 66350)
- Manhattan Spiritual / The Stripper — Imperial 66375
- Let There Be Drums And Brass / Leap Frog — Imperial 66402

1972
- Sapporo '72 - United Artists 50830 (non commercialisé)

1974
- Dance With The Devil / Sunshine Of My Life — United Artists 383

1984
- Drum Tunnel / Boogie #5 — Veebletronics 1
- Hunk Of Drums / Witch Hunt — Veebletronics 2
- A Drum Is A Woman / Boogie #5 — Veebletronics 3